# Helen Buchholtz

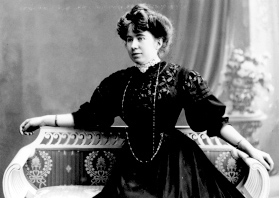
Helen Buchholtz (um 1900)

Helen Buchholtz geb. als Charlotte Helena Buchholtz (* 24. November 1877 in Esch an der Alzette; † 22. Oktober 1953 in Luxemburg Stadt) war eine luxemburgische Komponistin.

## Leben
Helen Buchholtz war die Tochter des Eisenwaren- und Baumaterialienhändlers und Brauereibesitzers Daniel Buchholtz (1841–1910) und seiner Frau Therese, geb. Arensdorf; sie hatte zwei Schwestern und zwei Brüder. Bereits in ihrer Kindheit erhielt sie Unterricht in Klavier, Violine, Solfeggio und Tonsatz und interessierte sich für Literatur und Malerei. Es ist jedoch nichts Näheres über ihre Musiklehrer bekannt, zur damaligen Zeit gab es in Esch noch keine Musikschule bzw. Konservatorium. Ihr musikalisches Talent wurde durch ihre Familie gefördert, zumal sowohl ihr Vater als auch dessen Bruder musizierten und mit dem in Esch wirkenden und dort angesehenen Musiker und Komponisten Felix Krein (1831–1888) befreundet waren. Nachdem sie in Esch eine Primarschule besucht hatte, ging Buchholtz auf das Mädchenpensionat der Damen Métro-Bastien im französischen Longwy. Anschließend kehrte sie in ihr Elternhaus zurück, wo sie viel musizierte und mit dem Komponieren begann.
Nach dem Tod ihres Vaters im Jahr 1910 erhielt sie ein Viertel der Brauereianteile, sodass sie finanziell abgesichert war. Im April 1914 heiratete sie in Metz den deutschen Arzt Bernhard Geiger (1854–1921), mit dem sie kurz darauf nach Wiesbaden zog und sich fortan nur noch ihrer musikalischen und kompositorischen Weiterentwicklung widmete. Es wird vermutet, dass sie zu dieser Zeit ihre Kenntnisse in Komposition autodidaktisch erwarb. Dabei bestand ein Kontakt zu dem aus Berlin stammenden, in der Stadt Luxemburg lebenden pensionierten Militärmusik-Dirigenten und Kompositionslehrer Gustav Kahnt (1848–1923). Buchholtz sandte ihm einige ihrer Kompositionen zu, die er mit Korrekturvorschlägen versehen an sie zurückschickte. Während des Ersten Weltkriegs wurden einige ihrer Lieder in Luxemburg aufgeführt.
Nachdem ihr Mann im Jahr 1921 unerwartet starb, übersiedelte Buchholtz in die Stadt Luxemburg. Dort kaufte sie eine Villa auf dem Limpertsberg und widmete sich fortan ganz dem Musizieren und Komponieren. Nach dem Tod ihres Lehrers Gustav Kahnt im Jahr 1923 nahm sie Unterricht beim Luxemburger Komponisten und Domorganisten Jean-Pierre Beicht (1869–1925) sowie bei dem aus Belgien stammenden Dirigenten und Komponisten Fernand Mertens (1872–1957), der auch am Luxemburger Konservatorium unterrichtete. Buchholtz stand in gesellschaftlichem Kontakt zu vielen Musikern und Schriftstellern, darunter Batty Weber (1860–1940) und dessen Frau Emma Weber-Brugmann (1877–1964).

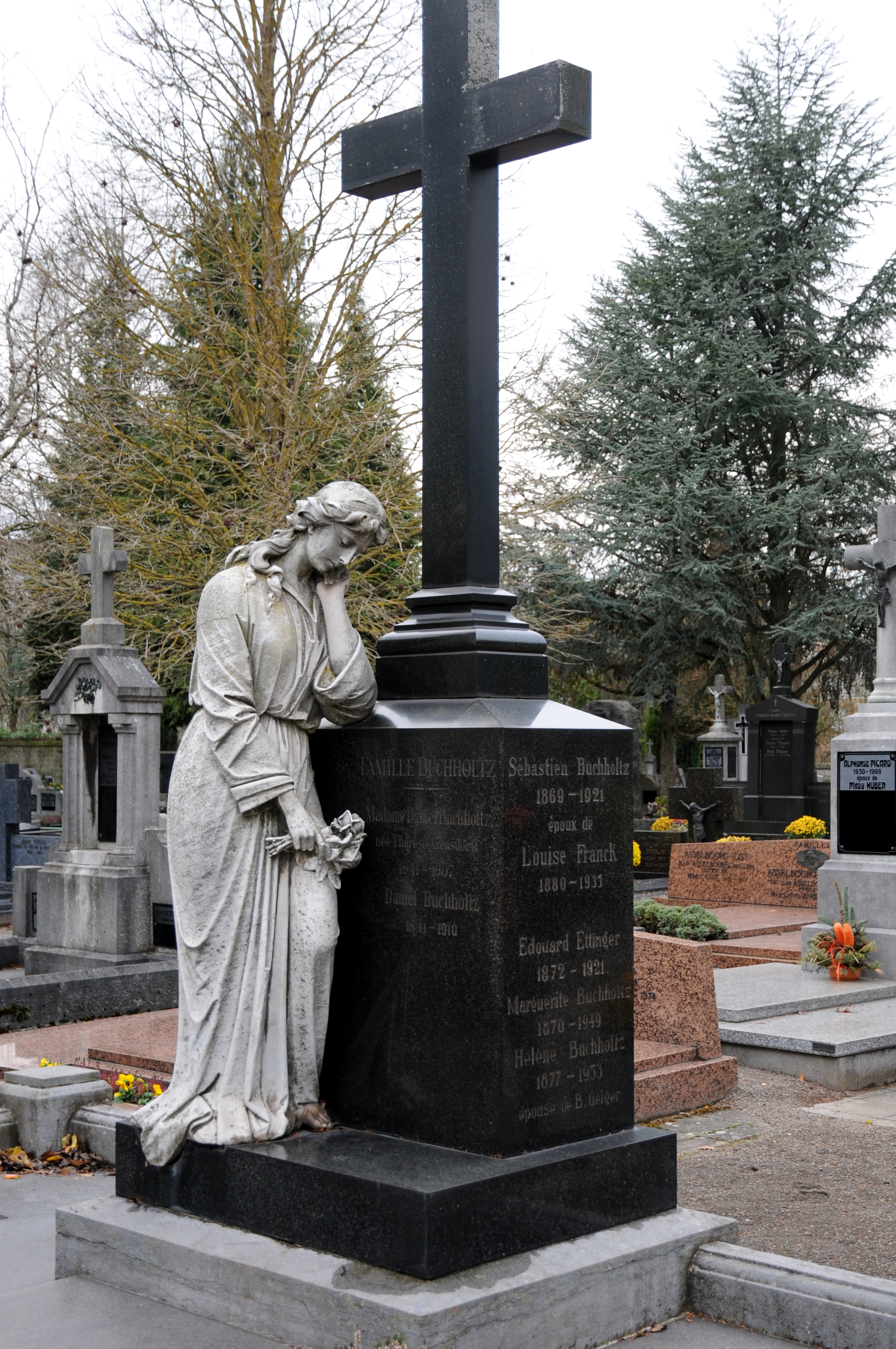
Familiengrab auf dem Friedhof Saint Joseph in Esch

Helen Buchholtz starb kinderlos am 22. Oktober 1953 im Alter von 75 Jahren in ihrem Luxemburger Haus Boulevard Paul Eyschen Nr. 6. Sie wurde im Familiengrab Buchholtz-Ettinger auf dem Friedhof Saint Joseph in Esch beerdigt.

## Werk
Helen Buchholtz gilt neben Lou Koster (1889–1973) als erste Komponistin Luxemburgs. Ihr kompositorisches Werk umfasst rund 140 Kompositionen im spätromantischen Stil; darunter 53 Lieder – unter anderem auch Vertonungen von Texten des Luxemburger Dichters Willy Goergen (1867–1942) – 17 Choralwerke in deutscher, französischer und luxemburgischer Sprache sowie geistliche Lieder in lateinischer Sprache, 5 Werke für Sinfonieorchester und 8 Werke für Harmonieorchester. Zu ihren Werken für Klavier zählen 14 Klaviersonaten, 17 Charakterstücke sowie 22 Tänze.

## Nachlass
Die Partituren wurden nach Helen Buchholtz’ Tod von ihrem Neffen François Ettinger aufbewahrt und erst 1998 wiederentdeckt. Heute befinden sie sich im CID Fraen an Gender in Luxemburg und sind für die Öffentlichkeit zugänglich.

## Diskografie
- Helen Buchholtz: Piano Works. Marco Kraus (Klavier). cpo, 2011.
- Und hab so große Sehnsucht doch... Lieder und Balladen von Helen Buchholtz im Dialog mit zeitgenössischen Komponisten. Gerlinde Sämann (Sopran), Claude Weber (Klavier). Solo Musica, 2019.